# Уличанка (заказник)
Улича́нка — лісовий заказник місцевого значення в Україні. Розташований у межах Великоберезнянського району Закарпатської області, неподалік від села Кострина. 
Площа 9,6 га. Статус надано згідно з рішенням облвиконкому від 18.11.1969 року № 414 (3,1 га), ріш. ОВК від 25.07.1972 року № 243 (18,0 га), ріш.ОВК від 23.10.1984 року № 253. У 1999 році ввійшов до складу Ужанського НПП (Указ Президента України від 27.09.1999 року № 1230/99). Перебуває у віданні ДП «В.Березнянське ЛГ» (Костринське лісництво, кв. 11). 
Статус надано з метою збереження частини лісового масиву з сосново-дубовими еталонними насадженнями природного походження (залишки карпатського пралісу). 
Входить до складу Ужанського національного природного парку.